# Wacław Ulewicz
Waclaw Ulewicz (n. 12 iunie 1937, Ostrówki⁠(d), Ucraina – d. 7 decembrie 1990, Varșovia, Polonia) a fost un actor polonez de teatru și film.

## Biografie
S-a născut pe 12 iunie 1937 în satul Ostrówki din Volânia (azi în Ucraina). A absolvit cursurile de actorie ale Școlii Naționale Superioare de Teatru din Varșovia în 1960. În același an a debutat ca actor de teatru în rolul Cherubino din piesa Nunta lui Figaro de Beaumarchais, pusă în scenă de Teatrul Polonez din Bydgoszcz. În cursul carierei sale Wacław Ulewicz a făcut parte din colectivele mai multor teatre poloneze: Teatrul Polonez din Bydgoszcz (1960-1961), Teatrul „Stefan Jaracz” din Olsztyn (1961-1965), Teatrul Polonez din Bydgoszcz (1965-1967), Teatrele Dramatice din Szczecin (1967-1974), Teatrul Poporului din Nowa Huta (1974-1976), Teatrul „Stefan Żeromski” din Kielce (1976-1981), Teatrul Poporului din Cracovia-Nowa Huta (1981-1987) și  Teatrul de Varietăți din Varșovia (1987-1990). A interpretat, de asemenea, roluri în mai multe spectacole reprezentate în cadrul Teatrului Radiofonic (din 1965) și al Teatrului de Televiziune (din 1967).
A jucat în numeroase filme, fiind cunoscut în rolul experimentatului secretar regional de partid din Radom din filmul Krótki dzień pracy (1981) al lui Krzysztof Kieślowski, care trebuie să discute cu demonstranții în timpul protestelor publice din 1976, și în rolul maiorului Marian Bobruk din coproducția româno-poloneză Trenul de aur (1986) a lui Bohdan Poręba.
A obținut mai multe premii la Festivalul Teatrelor din nordul Poloniei de la Toruń: premiul „Ilustrowany Kurier Polski” pentru rolul Allan Rhodes în piesa Mocne uderzenie a lui Ted Willis (1967), premiul pentru cel mai bun actor (1970 - rolul Henric al IV-lea în piesa Henric al IV-lea a lui Shakespeare, 1971 - rolul jurnalistului în piesa Nunta a lui Stanisław Wyspiański, 1972 - rolul lui Iuda în piesa Dialogus de Passione abo Żałosna Tragedyja o Męce Jezusa) și mențiune individuală pentru rolul principal în piesa Oskarżyciel publiczny a lui Fritz Hochwälder (1974), precum și alte premii teatrale, și a fost decorat cu Crucea de Merit de Aur în 1979.
A fost căsătorit cu actrița Krystyna Rutkowska-Ulewicz (1933-2021), cu care a avut un fiu: viitorul actor Jakub Ulewicz (n. 1967). A murit pe 7 decembrie 1990 la Varșovia și a fost înmormântat în Cimitirul Stare Powązki din Varșovia, în mormântul familiei soției sale.

## Filmografie
- 1973: Ultima luptă - sublocotenentul Marek Szymański „Sęp”, membru al detașamentului lui Hubal
- 1974: Ile jest życia - Antek, fratele lui Włodek
- 1974: Gąszcz - Antoni Mizura
- 1976: Zanim nadejdzie dzień - educatorul de la Casa de Corecție a Miliției
- 1976: Za metą start - șeful lui Szymański
- 1977: Gdzie woda czysta i trawa zielona - delegat
- 1978: Zbor înalt - Wacław Kulej
- 1978: Ślad na ziemi - ing. Mariańczyk
- 1979: Hotel klasy lux - Klonowicz
- 1979: Zerwane cumy - aviatorul Zenek
- 1980: Polonia Restituta - Seyda Marian
- 1980: Spotkanie na Atlantyku - preot
- 1980: Zamach stanu - judecătorul Stanisław Leszczyński
- 1981: Krótki dzień pracy - secretarul regional al PZPR din Radom (rol principal)[6]
- 1983: Katastrofa w Gibraltarze - August Zalewski
- 1986: Trenul de aur - maiorul Marian Bobruk[7][8]
- 1986: Kryptonim „Turyści” - ofițerul de contrainformații care vorbește cu Kwieciński (ep. 3)
- 1988: Rzeczpospolitej dni pierwsze - Adam Koc
- 1990: Marea sfidare - Zaremba

## Premii și distincții

### Decorații
- Crucea de Merit de Aur (1979)[2][3]

### Premii
- Premiul pentru cel mai bun actor la ediția a IX-a a Festivalului Teatrelor din nordul Poloniei de la Toruń pentru rolul Allan Rhodes în piesa Mocne uderzenie de Ted Willis la Teatrul Polonez din Bydgoszcz (1967)[2][4]
- premiul „Inelul de chihlimbar” în sondajul public pentru rolurile: Konrad în Eliberarea de Stanisław Wyspiański și Peters în Niemce de Leon Kruczkowski la Teatrul Contemporan din Szczecin (1969)[2][4]
- Premiul pentru cel mai bun actor la ediția a XI-a a Festivalului Teatrelor din nordul Poloniei de la Toruń pentru rolul Henric al IV-lea în piesa Henric al IV-lea de Shakespeare la Teatrul Contemporan din Szczecin (1969)[2][4]
- Premiul Radei Populare Voievodale din Szczecin pentru realizări actoricești remarcabile[2][4]
- Premiul pentru cel mai bun actor la ediția a XII-a a Festivalului Teatrelor din nordul Poloniei de la Toruń pentru rolul jurnalistului în piesa Nunta de Stanisław Wyspiański la Teatrul Polonez din Szczecin (1970)[2][4]
- Premiul onorific la ediția a XIII-a a Festivalului Teatrelor din nordul Poloniei de la Toruń pentru rolul titular în piesa Hamlet de William Shakespeare la Teatrul Polonez din Szczecin (1971)[2][4]
- Premiul pentru cel mai bun actor la ediția a XIV-a a Festivalului Teatrelor din nordul Poloniei de la Toruń pentru rolul Iuda în piesa Dialogus de Passione abo Żałosna Tragedyja o Męce Jezusa la Teatrul Polonez din Szczecin (1972)[4]
- Mențiune de onoare la ediția a XVI-a a Festivalului Teatrelor din nordul Poloniei de la Toruń pentru rolul Tallien în piesa Oskarżyciel publiczny de Fritz Hochwälder la Teatrul Polonez din Szczecin (1974)[2][4]
- premiu în sondajul „Dzikiej Róży” (1976)[2][4]

## Legături externe
- Wacław Ulewicz la Internet Movie Database
- pl Wacław Ulewicz în baza de date filmweb.pl
- pl Wacław Ulewicz în baza de date  filmpolski.pl
- pl Wacław Ulewicz na zdjęciach în baza de date a Arhivei Naționale de Filme „Fototeka”
- Wacław Ulewicz în baza de date e-teatr.pl